# Destiny (chanson des Jacksons)
Pour les articles homonymes, voir Destiny.
Singles de The Jacksons
Shake Your Body (Down to the Ground)
(1978) Lovely One
(1980)
Pistes de Destiny
Shake Your Body (Down to the Ground)
(4) Bless His Soul
(6)
Destiny est le troisième et dernier single extrait de l'album Destiny des Jacksons. Ce single est sorti au début de l'année 1979. Destiny est une chanson de style funk, écrite et composée par les frères Jacksons. Le chant principal est assuré par Michael Jackson.

## Crédits
- Voix principale: Michael Jackson
- Ecrit et Composé par Tito Jackson, Jackie Jackson, Marlon Jackson, Michael Jackson, Randy Jackson
- Basse : Nathan Watts
- Guitare : Tito Jackson, Michael Sembello et Paul Jackson
- Claviers : Greg Philliganes
- Congas : Randy Jackson
- Percussions : Paulinho da Costa et Randy Jackson
- Arrangements : Michael Jackson, Tom Tom 84 et Greg Philliganes